# Pleurophorus villiersi
Pleurophorus villiersi är en skalbaggsart som beskrevs av Bordat 1984. Pleurophorus villiersi ingår i släktet Pleurophorus och familjen Aphodiidae. Inga underarter finns listade i Catalogue of Life.